# 4206 Verulamium
4206 Verulamium је астероид главног астероидног појаса са средњом удаљеношћу од Сунца која износи 2,860 астрономских јединица (АЈ).
Апсолутна магнитуда астероида је 12,0.